# Johannes Wickman
Anders Johannes Wickman, född 15 mars 1882 i Lund, död 1957, var en svensk tidningsman.

## Biografi
Wickman var son till en köpman och tog studentexamen vid Lunds högre allmänna läroverk 1903. Han fortsatte därefter sina studier vid Lunds universitet där han tog en fil. kand.-examen 1902, fil. lic.-examen 1910 och slutligen disputerade för filosofie doktorsgrad 1911.
År 1911 började Wickman arbeta vid Dagens Nyheter och var korrespondent i Paris 1915-18. Han var därefter tidningens utrikespolitiske redaktör och ledarskribent fram till 1947.
Wickman hade i sin publicistiska gärning en skarp och spetsig stilkonst som han bl.a. använde till att gissla nazismen och fascismen.